# Heinrich Bernhard Rupp
Heinrich Bernhard Rupp (Gießen, 22 agosto 1688 – Jena, 7 marzo 1719) è stato un botanico tedesco.

## Biografia
Rupp si firmava anche con forma latina Ruppius, come era d'uso ai suoi tempi. Egli studiò medicina dal 1704 presso l'Università di Gießen. Egli aveva già fatto da allora conoscenza con Johann Jacob Dillenius. Dal 1711 studiò anche presso l'Università di Jena, dal 1712 a Leida e nel 1713 nuovamente a Jena.
Rupp scrisse una Flora di Jena (Flora Jenensis...), nella quale trattava di piante con fiori e piccole piante. La sua Flora riguardava gran parte delle piante della Turingia fino alla zona pedemontana dello Harz.
Nel 1717 egli vendette il manoscritto della sua Flora ad uno studente, che v'incluse le denominazioni tedesche delle piante e che fece dare alle stampe il testo nel 1718. Rupp ne scrisse una seconda edizione, che però comparve solo nel 1726, parecchio tempo dopo la sua morte. Nel 1745 ne comparve una terza edizione, rielaborata da Albrecht von Haller.

## Nomenclatura in suo onore
Carl von Linné chiamò in onore di Rupp il genere Ruppia (Famiglia delle Ruppiaceae).

## Opere
- (LA)  Flora Jenensis. 1718
- (LA)  Flora Jenensis sive enumeratio plantarum tam sponte circa Jenam et in locis vicinis nascentium, quam in hortis obviarum: methodo conveniente in classes distributa, figurisque rariorum aeneis ornata; in usum botanophilorum Jenensium edita multisque in locis correcta et aucta. - Francofurti: Lipsiae, 1726
- (LA)  Alberti Haller Flora Jenensis Henrici Bernhardi Ruppii, ex posthumis auctoris schedis et propriis observationibus aucta et emendata; accesserunt plantarum rariorum novae icones. - Jenae: Cuno, 1745